# 金谷有希子
金谷 有希子（かなたに ゆきこ、1984年12月1日 -）は、日本の女性フリーアナウンサー。

## 人物・来歴
- 身長164.5cm。趣味は旅行、特技は英語ディベートで、日本代表として世界大会に出場した経験を持つ[3]。
- 関西外国語大学国際言語学部から3年次編入で立命館大学法学部卒業した。その後、早稲田大学大学院政治経済学術院公共経営研究科修士課程を修了した。3つの大学に2年ずつ在籍していた[2]。
- NHK京都放送局の契約キャスターとして『ニュース610 京いちにち』を担当した。
- とちぎテレビに入社し、『イブニング6』などを担当した。
- 福井テレビに入社し、『おかえりなさ〜い』や定時ニュースを担当していた。
- アナウンサーによる社会貢献団体「Jアナーズ」に所属し、活動している[4]。

## 過去の出演番組

### NHK京都
- ニュース610 京いちにち キャスター

### とちぎテレビ
- イブニング6（月 - 金 18:00 - 19:00）
- とちぎテレビ ニュースSat&Sun（土21:00 - 21:10、23:00 - 23:10、日21:00 - 21:10、23:15 - 23:25）
- おくやみ（月 - 金 21:55 - 22:00）ナレーション
- 週刊 とちぎ元気通信（日9:00 - 9:30、再放送 火19:00 - 19:30）ナレーション
- 栃木銀行などCM出演

### 福井テレビ
- おかえりなさ〜い「おくさまもう一品」リポーター
- FNN福井テレビニュース
- FNN福井テレビスーパーニュースリポーター
- 週刊とれたてトレンドリポーター・
- 福井っ子はいま・・・ナレーション
- CHOICE!スタジオMC（毎週月 - 金曜日 24:45 - ）[2]

### 千葉テレビ
- BOOM MAKER（毎週火曜日 25:45 - 26:15）

### CM
- softbank　ゴジラ編CM アナウンサー役 出演